# Siegendorf
Siegendorf är en ort och kommun i Österrike. Den ligger i distriktet Eisenstadt-Umgebung i förbundslandet Burgenland, i den östra delen av landet, 50 km söder om huvudstaden Wien. Antalet invånare år 2023 är 3 248. Arean är 23,1 kvadratkilometer.